# میکی اینواونه
میکی اینواونه (انگلیسی: Miki Inoue؛ زادهٔ ۸ دسامبر ۱۹۶۷) صداپیشگی در ژاپن اهل ژاپن است.